# Anton Renk

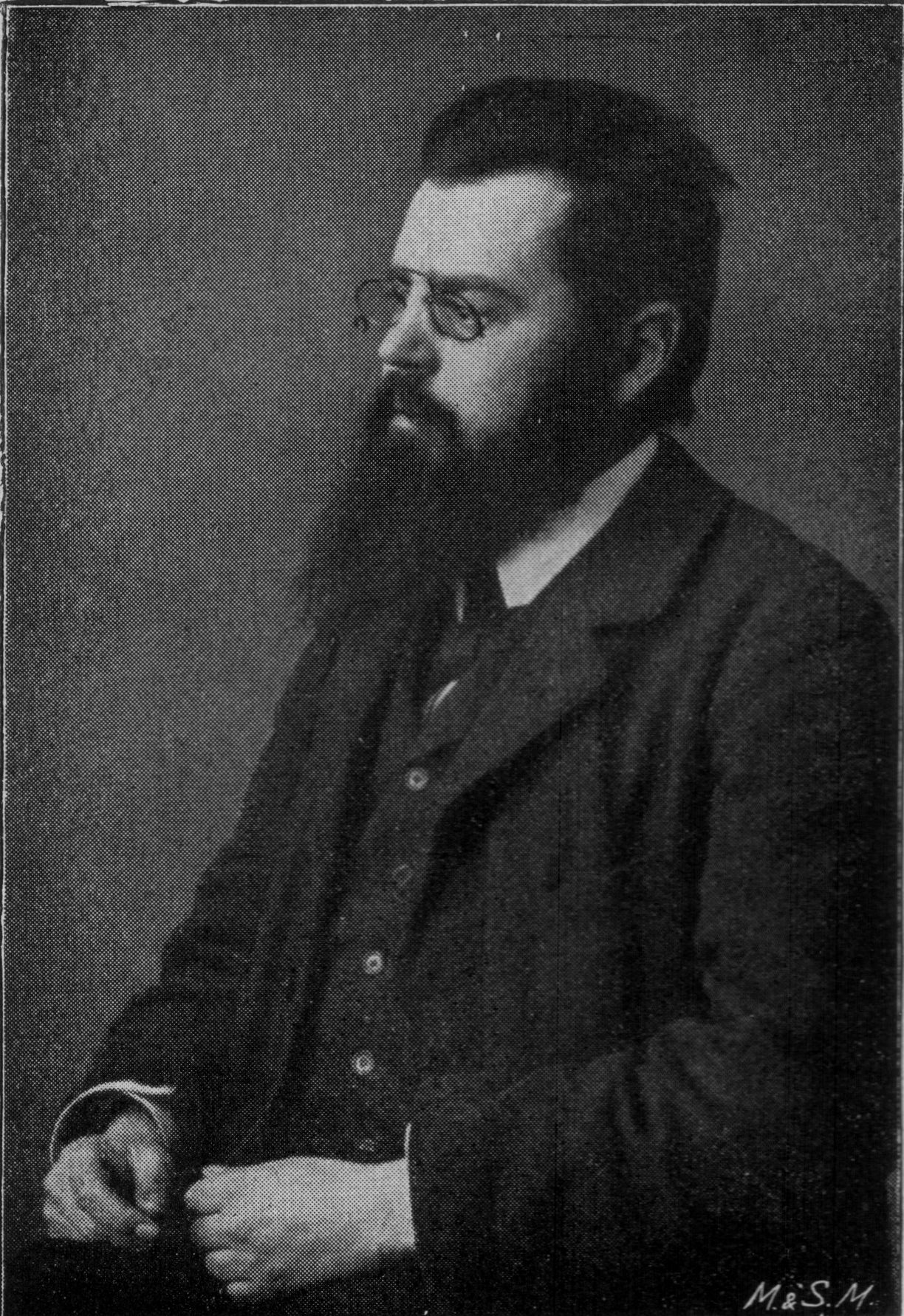
Anton Renk

Anton Renk (* 10. September 1871 in Innsbruck; † 2. Februar 1906 ebenda) war ein Tiroler Schriftsteller und Volkskundler.

## Leben
Renks Vater war Inhaber einer Spezerei in Innsbruck. Beide Elternteile starben schon sehr früh, und Renk wuchs bei seiner Großmutter auf.
Von 1890 bis 1898 studierte er Philosophie und Germanistik in Innsbruck, konnte sein Studium allerdings nicht beenden. Während seines Studiums absolvierte er auch Auslandssemester an den Universitäten Zürich und Wien. Er hielt sich besonders gerne in Kufstein wie auch bei Verwandten in Fendels im Tiroler Oberen Gericht auf. Er unternahm mehrere Reisen nach Italien, das ihm neben Tirol als Schauplatz seiner literarischen Werke diente.
Schon in der Gymnasialzeit in Innsbruck war Renk literarisch tätig. Seine erste Veröffentlichung, Ranken, erschien 1894, also während seiner Studienzeit, im Verlag der Wagnerschen Universitätsbuchhandlung in Innsbruck.
Anton Renk gehörte auch zur Redaktion des „Scherer“, der nationalliberalen Satirezeitschrift in Tirol.
Anton Renk starb an den Folgen einer Rippfell- und Lungenentzündung. Er wurde im städtischen Friedhof von Innsbruck begraben. 

Anton Renks Gedicht „Tiroler und Buren“ (Auszug), eigene Zusammenstellung.

## Sonstiges
Renk war  Erstbesteiger des Alten Mannes und der Kuppkarlesspitze im Glockturmkamm in den Ötztaler Alpen. Unweit dieser Berge steht auch die nach ihm benannte Anton-Renk-Hütte, eine Selbstversorgerhütte des Deutschen Alpenvereins, Sektion Aachen.
Anton Renk war der Begründer des Akademischen Vereins für tirolerische und vorarlbergische Heimatkunde und befasste sich vor allem mit Brauchtum und Sagen.
Renk war Pazifist und gründete den Akademischen Friedensverein Innsbruck. Insbesondere engagierte er sich für den Frieden in Südafrika, wo 1899–1902 der Zweite Burenkrieg tobte. Renk stand auf Seiten der burischen Republiken und war ein entschiedener Gegner des britischen Imperialismus. Die Kriegsverbrechen der britischen Armee prangerte er in mehreren Gedichten an, die im Gedichtband „Tiroler und Buren“ gesammelt erschienen.

## Werke
- Ranken. Gedichte. Wagner, Innsbruck 1894. – Volltext online bei ALO.
- Ist das gut? Zürich 1894
- Küsse. Kufstein: Lippott 1895, 19 S.
- Die Schneekönigin. Dramatische Dichtung. Innsbruck: Edlinger 1896, 23 S.
- Ins neue Land. Dramatisches Symbol. St. Ludwig, Basel, Leipzig: Kattentidt [1896], 21 S.
- Ein Narr. Nouvelette. Eigenverlag 1897, 12 S.
- Im obersten Innthal Tirols. Innsbruck: Wagner 1897, 96 S.
- Pax vobiscum! (Gemeinsam mit Karl Newesely) Vorw. Peter Rosegger. München, Leipzig: Schupp 1897, 105 S.
- Jung-Tirol. Ein moderner Musenalmanach aus den Tiroler Bergen. Hg. Hugo Greinz und Heinrich von Schullern. In Verbindung mit Josef Heimfelsen, Rudolf Christoph Jenny, Franz Kranewitter, Franz Lechleitner, Heinrich Povinelli, Anton Renk und Arthur von Wallpach. Leipzig: Georg Heinrich Meyer 1899
- Von der Feirtigschuel bis zur Hoachzetroas. Innsbruck: Wagner 1899, 16 S.
- Unter zwei Sonnen. Nocturno. München, Leipzig: Schupp 1899, 210 S.
- Der Tod in den Alpen. Innsbruck: Wagner 1900, 97 S.
- Tiroler und Buren. Innsbruck: Schererverlag [1901], 51 S.
- Krieg und Frieden. Innsbruck 1901
- Über den Firnen – unter den Sternen. Gedichte. Linz: Österreichische Verlagsanstalt 1902, 201 S.
- Schönruh und seine Umgebung. Monographie. Mit Bildern von N. Lechner. Innsbruck: Haid 1904, 63 S.
- Arlbergbahn und Bodensee. Monographie. Innsbruck, Lienz: Hans Moser 1904
- Sonnwendbuch. Innsbruck: Verlag des Sonnwendfeier-Ausschusses 1904, 69 S.
- Kraut und Ruebn. Kleine Geschichten aus Tirol. Linz: Oberösterreichische Buchdruckerei und Verlagsgesellschaft 1904, 248 S.
- Alt-Innsbruck. Ill. N. Lechner. Innsbruck: Lampe 1905, 67 S.
- Bergbrevier. Berglieder aus Tirol. In Verbindung mit Anton Renk, Alexander Burckhardt, Karl Dallago und Paul Rossi hg. von Arthur von Wallpach. Innsbruck: Edlinger 1905, 144 S.
- Alpenvereins-Fest der Sektion Innsbruck am 4. Febr. 1905 i. d. Stadtsaal-Räumen. Ill. von Max Schammler. Innsbruck: Fuchs und Schammler 1905, 8 Bl.
- Prolog zur Feier des 150. Geburtstages Mozarts. 12. Jänner 1906. Innsbruck: Wagner 1906
- Festschrift zum Winterfest der Sektion Innsbruck des D. und Ö. A. V. am 3. Februar 1906. Innsbruck 1906
- Anton Renks Werke. Ueber den Firnen. Unter den Sternen. Der Gedichte erster Band. Mit einer Einleitung von Franz Kranewitter. Herausgegeben von Jungtirol. Georg Müller, München/Leipzig 1907. – Volltext online bei ALO.
- Anton Renks Werke. Unter Föhren und Cypressen. Der Gedichte zweiter Band. Mit einem Portrait Anton Renks. Herausgegeben von Jungtirol. Georg Müller, München/Leipzig 1907. – Volltext online bei ALO.
- Anton Renks Werke. Erzählungen. Der Prosaschriften erster Band. Herausgegeben von Jungtirol. Georg Müller, München/Leipzig 1908. – Volltext online bei ALO.
- Anton Renks Werke. Auf der Wanderung. Der Prosaschriften zweiter Band. Herausgegeben von Jungtirol. Georg Müller, München/Leipzig 1908. – Volltext online bei ALO.
- Ausgewählte Werke. Hg. Adolf Pichler Gemeinde. Einl. Franz Kranewitter. Innsbruck: Wagner 1931, 280 S.